# جائزة سيزار لأفضل ممثلة
جائزة سيزار لأفضل ممثلة (بالفرنسية: César de la meilleure actrice) هي واحدة من جوائز سيزار، التي تُقدم سنويًا من قبل أكاديمية الفنون والتقنيات السينمائية لتكريم الأداء المتميز لدور رئيسي لممثلة عملت ضمن صناعة السينما الفرنسية خلال العام السابق للحفل. يتم اختيار المرشحين والفائزة عبر تصويت إقصائي من قبل جميع أعضاء الأكاديمية.

## القائمة
الفائزات بجائزة سيزر لأفضل ممثلة رئيسة:
- 1976: رومي شنايدر في المهم أن تحب
- 1977: آناي جيراردو في لا وقت للأفطار
- 1978: سايمون سيقنوريه في الحياة للأمام
- 1979: رومي شنايدر في حكاية بسيطة
- 1980: مايو-مايو في البوابة
- 1981: كاترين دينوف في المترو الأخير
- 1982: إيزابيل أديجاني في ملكية
- 1983: نتالي بييه في التوازن
- 1984: إيزابيل أديجاني في صيف قاتل
- 1985: سابين آزيما في أحد في الريف
- 1986: ساندرينيه بونايريه في دون سقف أو قاعدة
- 1987: سابين آزيما في ميلو
- 1988: آنيمونيه في الطريق الرئيس
- 1989: إيزابيل أديجاني في كاميل كلوديل
- 1990: كارول بوكيه في جميل للغاية لأجلكم
- 1991: آني باريلو في نيكيتا
- 1992: جان موريو في السيدة الكبيرة التي تسير بمحاذاة البحر
- 1993: كاترين دينوف في الصين الهندية
- 1994: جوليت بينوش في أزرق
- 1995: إيزابيل أديجاني في الملكة مارغت
- 1996: إيزابيل هوبير في المراسم
- 1997: فاني آردان في الدواسة الناعمة
- 1998: أرين أسكارديه في ماريوس وجانيت
- 1999: إيلوديه بوشيز في حلم العمر عن الملائكة
- 2000: كارين فيار في قلوب شامخة
- 2001: دومنيك بلا في قف
- 2002: إيمانويل ديفو في اقرأ شفتاي
- 2003: إيزابيل كاريه في ذاكرة جميلة
- 2004: سيليفي تيستو في خوف ورعشة
- 2005: يخلانديخ موريو في عندما ارتفع البحر
- 2006: نتالي بييه في الملازم الصغيرة
- 2007: مارينا هاندز في السيدة شاترلي
- 2008: ماريون كوتيار في الحياة بالوردي
- 2009: يولاند مورو في سيرافين
- 2010: إيزابيل أدجاني في يوم التنورة
- 2011: سارا فوريستييه في إسم الناس
- 2012: برنيس بيجو في الفنان
- 2013: إيمانويل ريفا في الحب
- 2014: صاندرين كيبرلان في 9 أشهر مغلقة
- 2015: أدال هانال في المقاتلين
- 2016: كاثرين فروت في مارغريت